# Andrzej Czarnkowski (wojewoda)

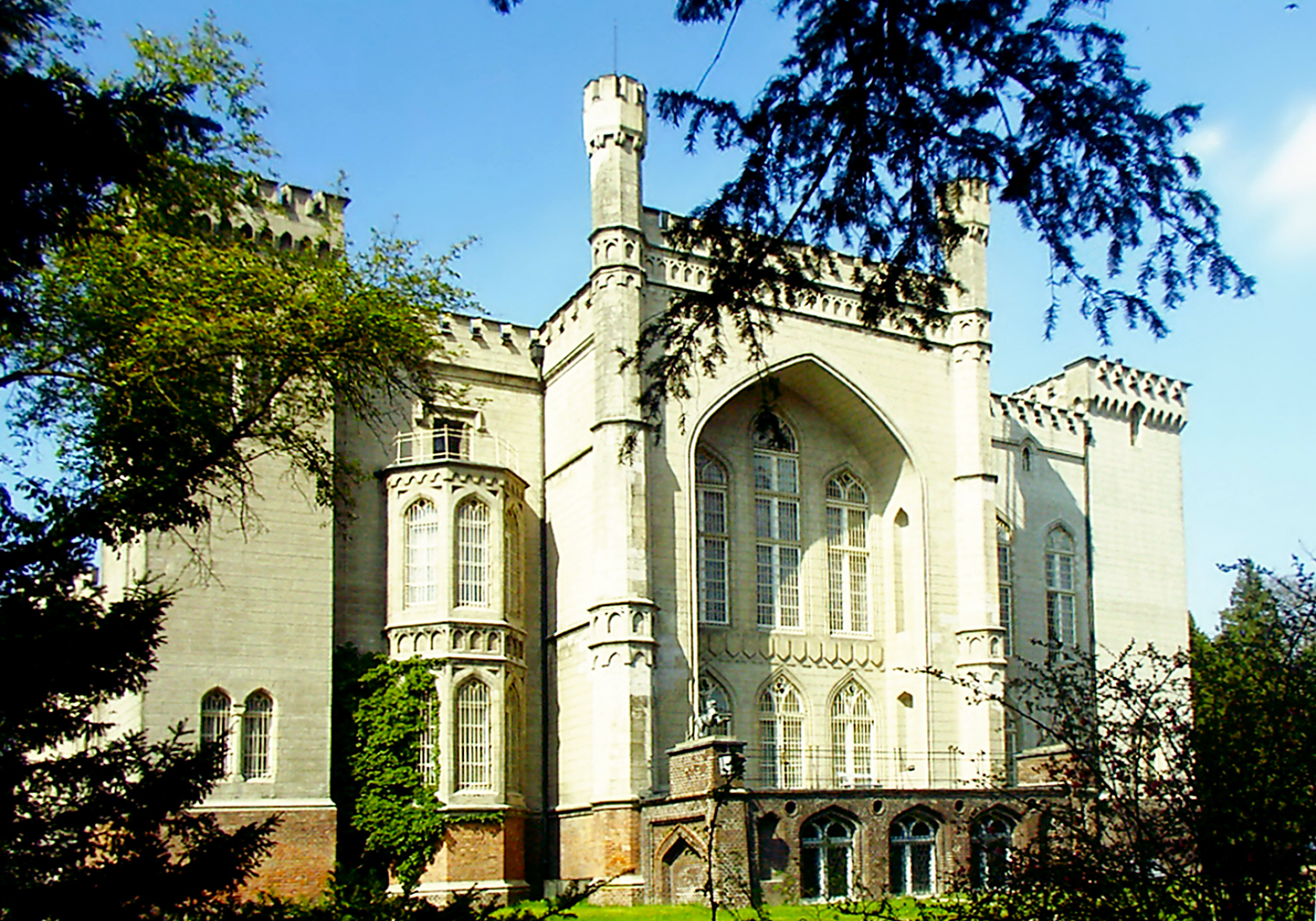
Zamek w Kórniku sprzedany przez Andrzeja Czarnkowskiego w 1610 r. Zygmuntowi Grudzińskiemu.

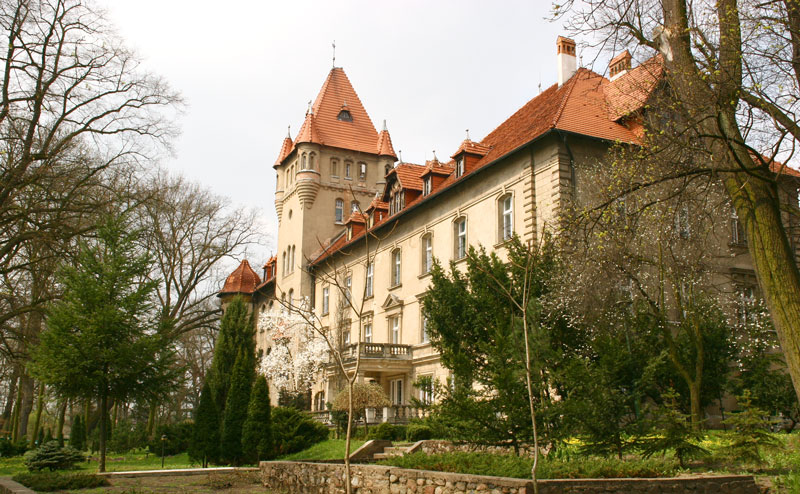
Zamek w Osiecznej, jedna z rezydencji Andrzeja Czarnkowskiego.

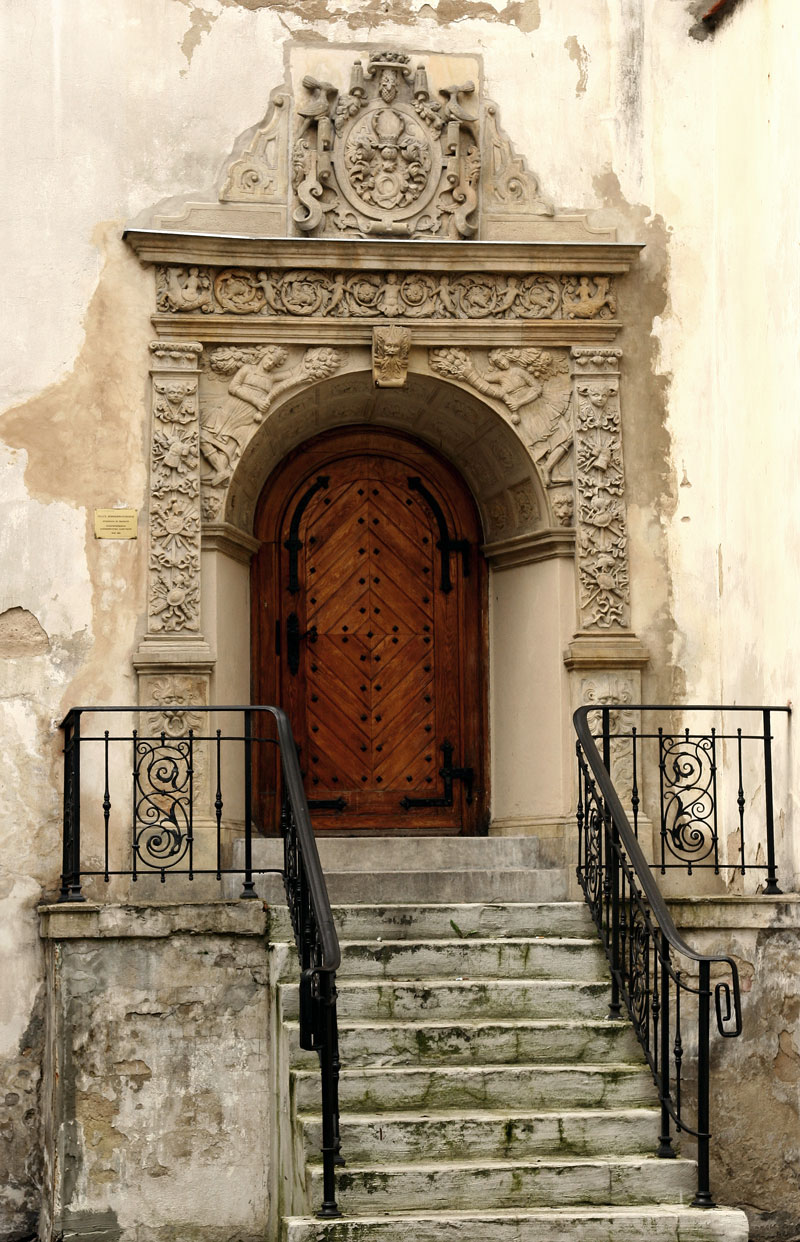
portal na zamku w Osiecznej z czasów Andrzeja Czarnkowskiego

Andrzej Czarnkowski (ur. w 1560; zm. przed 1618) – starosta inowrocławski (1592), kasztelan nakielski (1593-1598), rogoziński (1598-1599), kamieński (1592), kaliski (1599-1606) oraz wojewoda kaliski (1605-1618), właściciel kilku wielkopolskich miast, wspierał dr. Marcina z Kłecka.

## Życiorys
Był synem Wojciecha Czarnkowskiego (zm. 1578), kasztelana śremskiego (1557) i kasztelana rogozińskiego (1569), jego matką była Barbara z Górków (zm. 1589).
Andrzej Czarnkowski był żonaty dwukrotnie. Z pierwszego małżeństwa z luteranką Marianną Latalską h. Prawdzic (zm. 1598) córką Stanisława zawartego 8 sierpnia 1583 roku miał syna – Jana (zm. 1613 r.), starostę inowrocławskiego od 1607 r. i dwie córki – Katarzynę (zm. 1610 r.) i Zofię (zm. 1647 r.), żonę Stanisława Niemojewskiego h. Wieruszowa, starostę międzyrzeckiego i podstolego wielkiego koronnego.
Drugą żoną Andrzeja Czarnkowskiego była Zofia Potulicka h. Grzymała (zm. po 1623 r.), z którą miał syna – Piotra (zm. 1647 r.) i również dwie córki – Barbarę (zm. przed 1642 r.) żona Michała Działyńskiego i Annę, ksieni Bernardynek w Poznaniu (1638 r.), zmarła w 1651 r.
W 1592 roku po śmierci Stanisława Górki wraz z rodzeństwem odziedziczył jedną z największych fortun I Rzeczypospolitej. Około roku 1600 rozbudował zamek w Osiecznej w stylu manierystycznym.
W 1604 r. miasto Łabiszyn z zamkiem i wsią zwaną Przedmieście oraz wsiami Pyłatowo i Oporowo za 12.600 zł wyderkafem na rok oddał Kasparowi Rozdrażewskiemu, kasztelanowi śremskiemu. W tym samym roku z części miasta Osieczna, które sprzedał ostatecznie w 1610 r., zapisał 450 zł na rzecz wikarych przy kościele katedralnym w Poznaniu.
Po 1606 r. sprowadził do Miejskiej Górki, której był właścicielem, humanistę wykształconego w Padwie, dr. Marcina z Kłecka, który wojewodzie kaliskiemu zadedykował „Procę na ministry...” w 1607 r.
Na swoim dworze Andrzej Czarnkowski utrzymywał m.in. chirurga Jakuba, któremu za wieloletnią służbę w 1610 r. podarował dom zwany „Bzizielewski”, ogród „Andrychowski”, drugi ogród „Chmielnik”, jabłecznik, staw oraz kilka wsi w powiecie poznańskim.
W 1610 r. sprzedał miasto i zamek Kórnik wraz z okolicznymi wsiami kasztelanowi nakielskiemu, staroście wałeckiemu Zygmuntowi Grudzińskiemu za 155.000 zł.
W 1610 roku sprzedał zamek w Osiecznej Andrzejowi z Przymy Przyjemskiemu herbu Rawicz.
W 1611 r. sprzedał miasto Miejska Górka kasztelanowi gnieźnieńskiemu, Andrzejowi Przyjemskiemu wraz z kluczem wsi za 128.000 zł.